# Харилаос Дзамаклис
Харѝлаос Георгѝу Дзамаклѝс (на гръцки: Χαρίλαος Γεωργίου Τζαμακλής) е гръцки юрист, адвокат към Върховния съд, политик от Коалицията на радикалната левица (СИРИЗА), депутат в Гръцкия парламент от януари 2015 година.

## Биография
Роден е на 14 февруари 1954 година в македонския град Катерини, Гърция. Завършва основно и средно образование в родния си град, след което в 1973 година започва да учи право в Солунския университет, който завършва в 1978 година.
В 1975 година влиза в еврокомунистическата младежка организация „Ригас Фереос“. В 1979 година става член на Комунистическата партия на Гърция - вътрешна. Член-основател е на Гръцката лява партия, след което е част от Коалицията на левицата, движенията и екологията, като е част от областия ѝ комитет. По-късно е член на секретариата на областния комитет на СИРИЗА. Избран е от СИРИЗА за депутат от избирателен район Пиерия на изборите през януари и септември 2015 година.